# Udo Worschech
Udo Worschech (* 1942) ist ein deutscher adventistischer Professor für Altes Testament und biblische Archäologie an der Theologischen Hochschule Friedensau (Sachsen-Anhalt). Er war von 1996 bis 2007 Rektor der Hochschule.
Worschech studierte Theologie und Biblische Archäologie an der Andrews University (USA) und promovierte 1982 an der Universität Frankfurt am Main. Ab 1972 war er Dozent am Theologischen Seminar Marienhöhe (Darmstadt) und hatte ab 1984 Lehraufträge an der Universität in Frankfurt am Main. Seit 1993 lehrt er an der Theologischen Hochschule Friedensau, ab 1996 als Professor. Er ist Mitherausgeber der Friedensauer Schriftenreihe und Herausgeber der Beiträge zur Erforschung der antiken Ard el-Kerak (BEAK).
Worschech führt seit 1983 regelmäßig Grabungen im antiken Moab (heute in Jordanien) durch und ist Verfasser zahlreicher Veröffentlichungen zur biblischen Archäologie.

## Werke
- Abraham: Eine sozialgeschichtliche Studie. Frankfurt am Main u. a.: Lang 1983, ISBN 3-8204-7953-8 (Zugl.: Frankfurt (Main), Univ., Diss., 1982).
- Die Frohe Botschaft der Psalmen. Hamburg: Advent-Verlag o. J. (1983).
- Northwest Ard el-Kerak 1983 and 1984. Biblische Notizen, Beihefte 2. München 1985.
- Die Beziehungen Moabs zu Israel und Ägypten in der Eisenzeit: Siedlungsarchäologische und siedlungshistorische Untersuchungen im Kernland Moabs (Ard el-Kerak). Wiesbaden: Harrassowitz 1990, ISBN 3-447-03001-1.
- Das Land jenseits des Jordan: biblische Archäologie in Jordanien. Wuppertal u. a.: Brockhaus u. a. 1991, ISBN 3-417-29801-6.
- Cromlechs, Dolmen und Menhire. Vergleichende Studien zu vor- und frühgeschichtlichen Grabanlagen in Jordanien. Lang, Frankfurt 2002, ISBN 3-631-38770-9.
- A Burial Cave at Umm Dimis North of el-Balu. Frankfurt: Peter Lang 2003.
- Wort und Stein. Studien zur Theologie und Archäologie. Festschrift für Udo Worschech, Hrsg. Friedbert Ninow. Lang, Frankfurt am Main 2003.
- Alois Musil. Ein Orientalist und Priester in geheimer Mission in Arabien 1914-1915. In: Kleine Arbeiten zum Alten und Neuen Testament. Kamen: Hartmut Spenner 2009.
- Ich will Ismael segnen. Gemeinsame Wurzeln in Christentum und Islam. Friedensauer Schriftenreihe A, Bd. 11. Frankfurt: Peter Lang 2011.
- Vom Steinaltar zum Gemeindehaus. Der Wandel der Gottesverehrung und des Gottesdienstes von Abraham bis zur Entstehung der Adventgemeinde. Edition „Näher betrachtet“. Saatkorn, Advent-Verlag, Lüneburg 2012, ISBN 978-3-8150-1404-2.
- Ceramics from el-Bālū`. Lang, Frankfurt am Main 2014, ISBN 978-3-631-65179-7 (englisch).
- Was in Zukunft geschehen soll. Das Buch Daniel und der Antichrist. Narrativ-exegetische Reflexionen. In: Kleine Schriften zum Alten und Neuen Testament. Kamen: Hartmut Spenner 2018, ISBN 978-3-89991-201-2.